# Природно-заповідний фонд Кременецької міської ради
Станом на 1 січня 2017 року у віданні Кременецької міської ради є 10 територій та об'єктів природно-заповідного фонду загальною площею 286,14 га, що становить 15,15 % території міської ради.
- 1 національний природний парк площею 84,0 га,
- 1 ботанічний сад загальнодержавного значення загальною площею 200,0 га,
- 8 пам'яток природи місцевого значення загальною площею 2,14 га, в тому числі:
  - 1 геологічна пам'ятка природи стратиграфічного профілю загальною площею 0,25 га,
  - 1 геологічна пам'ятка природи мінералого-петрографічного профілю загальною площею 0,10 га,
  - 1 гідрологічна пам'ятка природи площею 0,25 га,
  - 5 ботанічних пам'яток природи загальною площею 1,54 га.

## Національний природний парк
| №  | Назва території або об'єкта | Площа, га | Рішення про створення (зміну)                      | Розташування | Керуюча організація | Світлина, альбом |
| -- | --------------------------- | --------- | -------------------------------------------------- | --- | --- | ---------------- |
| 1. | Кременецькі гори            | 6951,2    | Указ Президента України від 11.12.2009 № 1036/2009 | Кременецький та Шумський райони, квартали 40, 41, 43, 44, 46, 47, 71 Кременецького лісництва, квартали 19-22, 24-53, 55-68 Білокриницького лісництва, квартали 55-88, квартал 90 (виділи 1-8, 9.1, 10-18, 20-25, 27-31), квартали 91 (виділи 11, 3-9, 10.1, 11-20), квартали 92-93, 95 Волинського лісництва ДП «Кременецьке лісове господарство» | Міністерство екології та природних ресурсів України, Державне підприємство «Кременецьке лісове господарства» — 5792,6 га, природний заповідник «Медобори» — 1000,0 га, КРЛП «Кремліс» — 137,0 га | альбом           |

## Ботанічний сад
| №  | Назва території або об'єкта | Площа, га | Рішення про створення (зміну)                     | Розташування      | Керуюча організація                       | Світлина, альбом |
| -- | --------------------------- | --------- | ------------------------------------------------- | ----------------- | ----------------------------------------- | ---------------- |
| 1. | Кременецький ботанічний сад | 200,0     | Постанова Ради Міністрів УРСР від 17.03.1990 № 57 | вул. Ботанічна, 5 | Адміністрація ботсаду Мінекології України | альбом           |

## Пам'ятки природи
| №                                                | Назва території або об'єкта                | Площа, га | Рішення про створення (зміну)       | Розташування                                                | Керуюча організація                        | Світлина, альбом |
| ------------------------------------------------ | ------------------------------------------ | --------- | ----------------------------------- | ----------------------------------------------------------- | ------------------------------------------ | ---------------- |
| Геологічні пам'ятки природи місцевого значення   |                                            |           |                                     |                                                             |                                            |                  |
| 1.                                               | Відслонення крейди в місті Кременець       | 0,25      | Рішення ВК ТОР від 27.12.1976 № 637 | У старому кар'єрі                                           | Кременецьке заводоуправління будматеріалів |                  |
| 2.                                               | Відслонення крем'яних утворень (Кременець) | 0,1       | Рішення ВК ТОР від 26.12.1983 № 496 | вул. Джерельна, за 100 метрів на схід від крейдяного заводу | Кременецька міська рада                    |                  |
| Гідрологічна пам'ятка природи місцевого значення |                                            |           |                                     |                                                             |                                            |                  |
| 1.                                               | Джерело «Корито»                           |           |                                     |                                                             |                                            |                  |
| Ботанічні пам'ятки природи місцевого значення    |                                            |           |                                     |                                                             |                                            |                  |
| 1.                                               | Кременецький бук пурпуролистий             | 0,01      | Рішення ВК ТОР від 27.12.1976 № 637 | вул. Б. Харчука, 29                                         | Кременецька міська рада                    | альбом           |
| 2.                                               | Кременецький ясен однолистий               | 0,01      | Рішення ТОР від 21.08.2000 № 187    | вул. Осовиця, південна околиця                              | Кременецька міська рада                    |                  |
| 3.                                               | Кременецька ялиця каліфорнійська           | 0,01      | Рішення ВК ТОР від 28.12.1970 № 829 | польський цвинтар                                           | Кременецька міська рада                    |                  |
| 4.                                               | Кременецький кедр сибірський               | 0,01      | Рішення ВК ТОР від 14.03.1977 № 131 | вул. Потік Ірви, 20, садиба                                 | Кременецька міська рада                    |                  |
| 5.                                               | Джерельна                                  |           |                                     |                                                             |                                            |                  |

## Втрачена ботанічна пам'ятки природи
| №  | Назва території або об'єкта | Площа, га | Рішення про створення (зміну) | Розташування | Керуюча організація | Світлина, альбом |
| -- | --------------------------- | --------- | ----------------------------- | ------------ | ------------------- | ---------------- |
| 1. | Кременецькі катальпи        |           |                               |              |                     | альбом           |